# 尖山街道 (钦州市)
尖山街道，是中华人民共和国广西壮族自治区钦州市钦南区下辖的一个乡镇级行政单位。

## 行政区划
尖山街道下辖以下地区：
尖山社区、排榜社区、西沟村、黄坡豕村、谷仓村、九鸦村和黎头咀村。